# گوردون رید
گوردون رید (انگلیسی: Gordon Reid؛ ‏ ۸ ژوئن ۱۹۳۹ – ۲۶ نوامبر ۲۰۰۳) بازیگر اهل بریتانیا بود.
از فیلم‌ها یا برنامه‌های تلویزیونی که وی در آن نقش داشته‌است، می‌توان به دیگران، منسفیلد پارک، دکتر هو و پوآرو اشاره کرد.